# Testament
A Testament egy kaliforniai Bay Area-beli thrash metal zenekar. Az egyik legnagyobb hatású együttes ebben a stílusban, habár zenéjük sosem vált mainstreammé, és nem tudták utolérni a thrash metal négy nagyjának üzleti sikereit sem, bár voltak toplistás lemezeik az Egyesült Államokban, Németországban és az Egyesült Királyságban is.

## Története

### A kezdetek (1983–1986)
Az együttest Eric Peterson és Derrick Ramirez Legacy néven alapította 1983-ban, melybe csakhamar belépett Greg Christian basszusgitáros, Mike Ronchette dobos és Steve Souza énekes is. Ezután nem sokkal Ramirez távozott, és helyére Joe Satriani egyik ígéretes tanítványa, az akkoriban sokak által csodagyereknek titulált Alex Skolnick került. 1986-ban egy négy számos demót készítettek, ezután Ronchette kilépett, és az új dobos Louie Clemente lett. Steve Souza is otthagyta a zenekart, hogy az Exodus énekese legyen. A helyére Chuck Billy került, Souza javaslatára.

### A klasszikus felállás (1987–1992)
Mivel a Legacy nevet már egy másik együttes levédette, a zenekart átnevezték Testamentre. Az első album 1987-ben jelent meg, The Legacy címmel, amellyel egyszeriben berobbantak a thrash metal élmezőnyébe. Hamarosan élő EP is készült Live at Eindhoven címmel, amelyet a hollandiai Dynamo Festivalon vettek fel.
1988-ban a metalzene újabb klasszikusát készítették el The New Order címmel, ezt 1989-ben a rendkívül sikeres Practice What You Preach című album követte. 1990-ben a Souls of Black következett, ennek az eladott példányszáma az előző lemezénél jóval alacsonyabb volt. A lemezről jelentősen megoszlottak a vélemények, de az együttes ettől még továbbra is ott maradt a thrash metal élvonalában. Ezt az is mutatja, hogy ebben az évben a Clash of the Titans turné keretén belül a Megadeth, a Slayer és a Suicidal Tendencies társaságában járták be Európát.
1992-ben a The Ritual című lemezt jelentették meg, amely nem lett túl népszerű a rajongók körében. Alex Skolnick számára már kissé egysíkúvá vált a stílus, így otthagyta az együttest és a Savatage-hez csatlakozott. Vele együtt Louie Clemente is távozott.

### A tagcserék korszaka (1993–2000)
1993-ban a Forbiddenből jól ismert Glen Alvelais gitáros és a korábban szintén Forbidden-tag Paul Bostaph lépett be az együttesbe. Így készült el 1993-ban a mára már klasszikusnak számító Return to the Apocalyptic City című koncert-EP. Ez a felállás nem tartott sokáig, az 1994-es Low nagylemez már James Murphy death metal gitárossal és John Tempesta dobossal készült el. Az album elég változatos lett, így kedvező volt a fogadtatása a rajongók körében.
Az 1997-es Demonic felvételei előtt Greg Christian és James Murphy is kilépett, helyükre Glen Alvelais és az alapító Derrick Ramirez került, de utóbbi nem gitárosi, hanem basszusgitárosi minőségben. Alvelais nem kapott az album elkészítésében nagy szerepet, csak egy számban játszotta fel a szólót, egyébként a gitárokat Eric Peterson rögzítette. A Demonic album már meglehetősen sok death metalos stílusjegyet visel magán, elsősorban az énekstílust tekintve. Ez egy tudatos változtatás volt az együttes részéről, mivel úgy vélték, hogy a death metalosabb sound jobban illik a mondanivalóhoz.
Az 1999-es The Gathering albumra visszatért James Murphy és csatlakozott a korábbi Slayer-dobos Dave Lombardo is, a basszusgitáros pedig Steve DiGiorgio lett. Az album felvételét követően James Murphy agytumort kapott, helyére a turnéra Steve Smyth, a Vicious Rumors exgitárosa ugrott be. Lombardo távozott, mert egyéb projektekkel akart foglalkozni. Az új dobos a Sadus korábbi dobosa, Jon Allen lett.

### Chuck Billy betegsége (2001–2002)
2001 márciusában Chuck Billynél egy ritka daganatot diagnosztizáltak. Augusztusban barátai jótékonysági koncertet szerveztek gyógyulására Thrash of the Titans néven. Év végén megjelent a First Strike Still Deadly, amely az első két albumuk egyes számainak újrafelvételét tartalmazta. Ez az album a következő felállásban készült el: Chuck Billy – ének, Eric Peterson, Alex Skolnick – gitár, Steve DiGiorgio – basszusgitár, John Tempesta – dob.
Chuck Billy teljesen felépült, az együttes 2002 végén és 2003 nyarán is turnézott. 2004-ben Steve Smyth a Nevermore-ba távozott, és helyére „Metal Mike” Chlasciak került.

### Reunion (2005-től)
2005. február 17-én jelentették be a zenekar  újraegyesülését, azaz az együttes ismét a klasszikus felállásban játszott: Chuck Billy, Alex Skolnick, Eric Peterson, Greg Christian, Louie Clemente. Ez a felállás 2007-ben annyiban módosult, hogy Clemente helyét Nick Barker, korábbi Cradle of Filth- és Dimmu Borgir-dobos vette át. Ő azonban a jelek szerint vízumproblémái miatt csak néhány európai koncerten tudott fellépni, így hamar bebizonyosodott, hogy nem tudják vele folytatni a munkát. Helyére Paul Bostaph került, a zenekar kilencedik, The Formation of Damnation című albumát már vele vették fel, mely 2008 áprilisában jelent meg. A következő album felvételei előtt, 2011-ben, Paul Bostaph sérülésre hivatkozva elhagyta az együttest. A stúdiómunkálatokra Gene Hoglant kérték fel, aki a Demonic albumon játszott korábban. Hoglan végül a lemezbemutató turnét is vállalta, és azóta is a Testament tagja. A Dark Roots of Earth címre keresztelt album 2012 nyarán jelent meg végül. 2014 januárjában Greg Christian távozott a zenekarból, és visszatért Steve DiGiorgio, aki 1999 és 2004 között játszott az együttesben. A következő nagylemez, a Brotherhood of the Snake 2016-ban jelent meg.

## Tagok
Jelenlegi felállás
- Chuck Billy – ének (1986–napjainkig)
- Eric Peterson – gitár (1983–napjainkig)
- Alex Skolnick – szólógitár (1984–1993, 2001, 2005–napjainkig)
- Steve DiGiorgio – basszusgitár (1999–2004, 2014–napjainkig)
- Gene Hoglan – dob (1996–1997, 2011–napjainkig)

## Diszkográfia

### Stúdióalbumok
- The Legacy (1987)
- The New Order (1988)
- Practice What You Preach (1989)
- Souls of Black (1990)
- The Ritual (1992)
- Low (1994)
- Demonic (1997)
- The Gathering (1999)
- The Formation of Damnation (2008)
- Dark Roots of Earth (2012)
- Brotherhood of the Snake (2016)
- Titans of Creation (2020)

### Koncertalbumok
- Live at Eindhoven (EP, 1987)
- Return to the Apocalyptic City (1993)
- Live at the Fillmore (1995)
- Live in London (2005)
- Live at Eindhoven '87 (2009)
- Dark Roots of Thrash (2013)

### Válogatások
- The Best of Testament (1996)
- Signs of Chaos (1997)
- The Very Best of Testament (2001)
- First Strike Still Deadly (2001)
- The Spitfire Collection (2005)

### DVD-k
- Seen Between the Lines (1991)
- Live in London (2005)
- Dark Roots of Thrash (2013)